# 串行通信
在远程通信和计算机科学中，串行通信（英語：Serial communication）是指在计算机总线或其他数据通道上，每次传输一个位元数据，并连续进行以上单次过程的通信方式。与之对应的是并行通信，它在串行端口上通过一次同时传输若干位元数据的方式进行通信。串行通信被用于长距离通信以及大多数计算机网络，在这些应用场合里，电缆和同步化使并行通信实际应用面临困难。凭借着其改善的信号完整性和传播速度，串行通信总线正在变得越来越普遍，甚至在短程距离的应用中，其优越性已经开始超越并行总线不需要串行化元件(serializer)，并解决了诸如时钟偏移（Clock skew）、互联密度（interconnect density）等缺点。PCI到PCI Express的升级就是其中一个例子。

## 串行总线
如果集成电路具有更多的引脚的话，那么它的价格通常会更加昂贵。为了减少封装中的引脚数，许多集成电路在速度不是特别重要的情况下，使用串行总线来传输数据。这样的低价串行总线的例子有序列周边接口（Serial Peripheral Interface Bus，SPI）、I²C、UNI/O、1-Wire等。

## 串行通信与并行通信的比较
在计算机之间、计算机内部各部分之间，通信可以以串行和并行的方式进行。一个并行连接通过多个通道（例如导线、印制电路布线和光纤）在同一时间内传播多个数据流；而串行在同一时间内只连接传输一个数据流。
虽然串行连接单个时钟周期能够传输的数据比并行数据更少，前者传输能力看起来比后者要弱一些，实际的情况却常常是，串行通信可以比并行通信更容易提高通信时钟频率，从而提高数据的传输速率。有以下一些因素允许串行通信具有更高的通信时钟频率：
- 无需考虑不同通道的时钟脉冲相位差（英語：clock skew）；
- 串行连接所需的物理介质，例如电缆和光纤，少于并行通信，从而减少占用空间的体积；
- 串扰的问题可以得到大幅度缓解。

在许多情况里，串行通信都凭借其更低廉的部署成本成为更佳的选择，尤其是在远距离传输中。许多集成电路都具有串行通信接口来减少引脚数量，从而节约成本。

## 串行通信架构的例子
- 摩尔斯电码（用于电报）
- RS-232（低速，用于串行接口）
- RS-422
- RS-423
- RS-485
- I²C
- SPI
- ARINC 818（英语：ARINC 818）Avionics数字视频总线
- 通用串行总线（中速，用于连接多种外部设备）
- IEEE 1394
- 以太网
- 纤维管路（高速，用于连接计算机和大容量存储器）
- InfiniBand（超高速）
- MIDI数字乐器控制
- DMX512（英语：DMX512）舞台灯光控制
- SDI-12（英语：SDI-12）工业传感器协议
- 串行SCSI
- SATA
- SpaceWire（英语：SpaceWire）航天器通信网络
- HyperTransport
- PCI Express
- QPI
- 同步光网络（光纤高速传输）
- T-1（英语：T-carrier）和E-1（英语：E-carrier）变体（通过铜线对的高速通信）
- MIL-STD-1553A/B